# Ghislain de Schaetzen
Ghislain Erard Paul Jean Marie de Schaetzen (Tongeren 20 mei 1951) is een Belgische burgemeester en notaris.

## Levensloop
De Schaetzen is de zoon van Erard de Schaetzen en van Francine de Béco. Hij is getrouwd met een Leuvense notarisdochter en heeft drie kinderen.
Hij is licentiaat in de rechten en het notariaat en was notaris in Tongeren van 1983 tot 2015.
De Schaetzen kwam in 1976 voor het eerst op bij de gemeenteraadsverkiezingen in Tongeren, hijzelf was toen nog student. Ook in 1982 was hij kandidaat maar raakte niet verkozen. Bij de gemeenteraadsverkiezingen van 1988 werd De Schaetzen wel verkozen tot de gemeenteraad en werd burgemeester in een coalitie tussen CVP en PVV. In 1994 was De Schaetzen lijsttrekker bij de gemeenteraadsverkiezingen en won een zetel bij, de partij strandde op 9 zetels, maar werd in de oppositie gezet door de coalitievorming SP en PVV waar Patrick Dewael burgemeester werd. In 2000 werd De Schaetzen opnieuw gekozen tot gemeenteraadslid, ondanks het slechte resultaat van de CVP. Bij de gemeenteraadsverkiezingen van 2006 kwam hij voor de laatste maal op als kandidaat en werd ook opnieuw verkozen in de gemeenteraad.
Ridder De Schaetzen heeft in 1997 de titel van baron van zijn vader geërfd. Hij is ridder in de Orde van het Heilig Graf. Vanaf 2004 was hij voorzitter van de familievereniging De Schaetzen. Hij is voorzitter van de Tongerse Sint-Vincentiusvereniging die de Voedselbank beheert.